# Toloella eximia
Toloella eximia là một loài nhện trong họ Salticidae.
Loài này thuộc chi Toloella. Toloella eximia được Arthur Merton Chickering miêu tả năm 1946.